# Sycophila pigra
Sycophila pigra is een vliesvleugelig insect uit de familie Eurytomidae. De wetenschappelijke naam is voor het eerst geldig gepubliceerd in 1863 door Motschulsky.